# Barah Aana
Pour plus de détails, voir Fiche technique et Distribution.
Barah Aana (« Douze Sous ») est un film indien réalisé par Raja Menon en 2009, qui, selon son réalisateur, cherche à présenter « le point de vue des chauffeurs, des gardiens, des travailleurs, et la façon dont la mondialisation les affecte ».

## Synopsis
Barah Aana a pour personnages principaux trois amis et colocataires vivant à Mumbai : Shukla (Naseeruddin Shah) est chauffeur, Yadav (Vijay Raaz) surveillant à l'entrée d'un immeuble, Aman (Arjun Mathur) serveur dans un restaurant. Un jour Yadav découvre accidentellement qu'il peut être très rentable de kidnapper des gens riches puis de les libérer contre rançon. Ne supportant plus la pauvreté ni les humiliations  qui l'accompagnent, les trois hommes décident d'en faire leur gagne-pain.

## Fiche technique
- Titre original : Barah Aana
- Réalisateur : Raja Menon
- Scénario : Raj Kumar Gupta, Raja Menon
- Direction artistique : Sree Kumar Nair
- Son : Debasish Mishra, Ajay Kumar P.B.
- Montage : Hemanti Sarkar
- Musique : Shri
- Producteurs : Giulia Achilli, Raja Menon, Raj Yerasi
- Producteurs associés : Nirva Patel, Paresh Patel
- Pays d’origine :  Inde
- Langue : Hindi
- Durée : 97 minutes
- Dates de sortie :  Inde : 13 mars 2009

## Distribution
- Jayati Bhatia (en) : Simone A. Mehta
- Tannishtha Chatterjee (en) : Rani
- Benjamin Gilani (en) : Anup Mehta
- Arjun Mathur : Aman
- Mahabanoo Mody-Kotwal : Cutlet Aunty
- Violante Placido : Kate
- Vijay Raaz : Yadav
- Naseeruddin Shah : Shukla

## Tournage
Barah Aana a été tourné en 38 jours. Il a été financé par des fonds privés.